# 古尔诺扎·马特尼亚佐娃
古尔诺扎·马特尼亚佐娃（1994年8月10日—），乌兹别克斯坦女子柔道运动员，2018年亚洲运动会女子70公斤级铜牌得主、2022年亚洲运动会混合团体银牌得主和女子70公斤级铜牌得主。